# Conrad Camitz
Conrad Camitz, född 23 juni 1790 i Nysund, död 2 mars 1840 i Nysund var en svensk brukspatron.
Camitz tillhörde släkten Camitz. Han var son till Göran Camitz och Fredrika Konstantia Widmark, blev ensam ägare Nedre Degerfors och Sund efter att ha löst in sin broders andel.
Camitz gifte sig med sin syssling Maria Sofia Camitz, dotter till Per Camitz.